# Бернд Ферстер
Бернд Ферстер (рођен 3. маја 1956. у Мосбаху) бивши је немачки фудбалер.
Играо је на позицији одбрамбеног играча. У каријери је наступао за немачке клубове Валдхоф Манхајм, Бајерн Минхен, Сарбрикен и Штутгарт. Његов млађи брат Карлхајнц Ферстер, такође је био фудбалер. Са фудбалском репрезентацијом Западне Немачке освојио је првенство Европе 1980, док је на светским првенствима једном био вицешампион (1982). За репрезентацију је одиграо 33 утакмице.

## Клупски успеси

### Бајерн Минхен
- Куп европских шампиона (2) : 1974/75, 1975/76.
- Интерконтинентални куп (1) : 1976.

### Штутгарт
- Првенство Немачке (1) : 1983/84.

## Репрезентативни успеси

### Западна Немачка
- Европско првенство (1) : 1980.
- Светско првенство : финале 1982.